# Beaurepaire (Vendée)
Beaurepaire település Franciaországban, Vendée megyében. Lakosainak száma 2406 fő (2022. január 1.). Beaurepaire Bazoges-en-Paillers, La Gaubretière, Les Herbiers és Saint-Fulgent községekkel határos.

## Népesség
A település népességének változása:
| Lakosok száma | 2304 | 2336 | 2417 | 2401 | 2425 | 2442 | 2446 | 2426 | 2406 |
|               | 2013 | 2015 | 2016 | 2017 | 2018 | 2019 | 2020 | 2021 | 2022 |